# Cuíca-de-cauda-grossa
A cuíca-de-cauda-grossa (Lutreolina crassicaudata), também conhecida como cuíca-d'água-pequena, é um marsupial semi-aquático da família dos didelfídeos, juntamente com os gambás, cuícas, catitas e mucuras. Podem possuir em média 30 cm de comprimento (MARSHALL, 2005).

## Subespécies
Possui duas subespécies:
- Lutreolina crassicaudata erassieaudata (Desmarest, 1804)
- Lutreolina crassicaudata ferruginea (Günther, 1879)

## Etimologia
O nome “Lutreolina” é formado a partir da palavra latina “Lutreola”, que significa lontra ou doninha, referindo-se à semelhança entre os animais. O nome “crassicaudata” é formado por duas palavras latinas, “crassus”, que significa gordo, robusto, e “cauda”, referenciando a cauda do animal (MARSHALL, 1978). 

## Descrição
Possui cerca de 30 cm de comprimento do corpo, com a cauda longa e densamente peluda do início à metade. Suas orelhas são curtas, arredondadas e quase não perceptíveis na pelagem. A bolsa é subdesenvolvida e apresenta nove mamas. As extremidades e os pés são curtos e robustos (MARSHALL, 1978, FLORES; GIANNINI; ABDALA, 2003).

## Distribuição e habitat
Lutreolina crassicaudata tem uma distribuição disjunta e fragmentada, ocorrendo em países como Argentina, Paraguai, Bolívia, Uruguai, Colômbia, Venezuela, Guiana e Suriname. No Brasil, está presente na região sul (GAIPEL; MILLER; XIMENEZ, 1996). Geralmente é encontrada em áreas de formações herbácea-arbustiva e matas de galerias, podendo ser encontrada em regiões alteradas ou mesmo urbanizadas. Por ser um marsupial semi-aquático, existem fatores que podem influenciar sua distribuição, sendo eles: a disponibilidade de água, uma vez que dependem deste recurso para alimentação, reprodução e deslocamento; outro fator é a fragmentação da floresta, uma vez que com a perda e fragmentação os recursos ficam escassos, aumentando os riscos de extinção (SANTORI et al, 2005; GAIPEL; MILLER; XIMENEZ, 1996).

## Alimentação
A cuíca-de-cauda-grossa é um onívoro generalista com uma dieta que pode variar desde pequenos mamíferos, pequenos anfíbios, peixes, aves, insetos, sementes e frutos. Por ser um animal noturno, realiza a maior parte da atividade de caça durante o período da noite. Caça por conta própria, uma vez que é um animal solitário e utiliza seus dentes afiados. Possui uma grande habilidade de natação, sendo excelente na captura de animais aquáticos como pequenos peixes (MARSHALL, 1978; CÁCERES; GHIZONI-JR; GRAIPEL, 2002).  

## Reprodução
A cuíca-de-cauda-grossa é um marsupial, ou seja, as fêmeas possuem uma bolsa ventral chamada de marsúpio. Esse marsúpio é responsável pelo desenvolvimento dos filhotes, além de os proteger, carregar e abrigar. Os machos, por sua vez, possuem testículos externos e um pênis envolto por uma bolsa prepucial (SANTORI et al, 2005; MARSHALL, 1978). A época de reprodução da cuíca-de-cauda-grossa varia de acordo com a região, e geralmente acontece durante os períodos de primavera e verão. O ciclo da fêmea dura cerca de 28 dias enquanto a gestação dura 14 dias. Os filhotes nascem cegos e pelados, permanecendo no marsupio por cerca de 50 dias (CÁCERES; GHIZONI-JR; GRAIPEL, 2002). 

## Conservação
Considerado como vulnerável à extinção em diversas regiões. Pela lista da IUCN é classificado como Pouco Preocupante. As principais ameaças à sua sobrevivência são: a perda de fragmentação da floresta tropical úmida, o desmatamento pelas atividades agrícolas, pecuárias e expansão urbana, além da construção de barragens e hidrelétricas. 